# Florence (Carolina del Sud)
Florence és una població dels Estats Units a l'estat de Carolina del Sud. Segons el cens del 2008 tenia 31.570 habitants.

## Demografia
Segons el cens del 2000, Florence tenia 30.248 habitants. La densitat de població era de 659,8 habitants/km².
Per edats la població es repartia de la següent manera: un 25% tenia menys de 18 anys, un 8,7% entre 18 i 24, un 28,2% entre 25 i 44, un 23% de 45 a 60 i un 15,1% 65 anys o més.
L'edat mediana era de 37 anys. Per cada 100 dones de 18 o més anys hi havia 77,5 homes.
La renda mediana per habitatge era de 35.388$ i la renda mediana per família de 42.250$. Els homes tenien una renda mediana de 35.633$ mentre que les dones 23.589$. La renda per capita de la població era de 20.336$. Entorn del 15,3% de les famílies i el 19,3% de la població estaven per davall del llindar de pobresa.

## Poblacions més properes
El següent diagrama mostra les poblacions més properes.